# Finizio (album)
Finizio è il ventitreesimo album del cantautore italiano Gigi Finizio, pubblicato nel 1996.
Insieme al precedente Lo specchio dei pensieri (1995) ed alla raccolta Solo Finizio (1999), è un album fondamentale per la svolta decisiva per la carriera del musicista napoletano.
Il quale infatti è ricordato soprattutto per le canzoni incise in questo album, in particolare Solo lei, Occasioni, Solitudo e Prigioniero di un sogno.

## Tracce
1. Solo lei
2. Occasioni
3. Vita ti sorriderà
4. Si può fare
5. Solitudo
6. Prigioniero di un sogno
7. Ma che fa
8. Amore amore
9. Senza averti